# Noah Centineo
Noah Centineo (Miami, Florida, 9 de maig de 1996) i és un actor estatunidenc. És conegut pel seu paper de Jesus Adams-Foster dins la sèrie de televisió estatunidenca The Fosters i per a les seves interpretacions a les comèdies romàntiques, com To All The Boys I've loved Before i Sierra Burgess is a Loser.

## Biografia

### Joventut i formació
Noah Gregory Centineo va néixer a Miami, Florida, el 9 de maig del 1996, fill de Kellee Janel (nascuda amb el cognom Andres) i Gregory Vincent Centineo, un home de negocis que ha produït la pel·lícula d'animació Legends of Oz: Dorothy's Return. Té una germana gran, Taylor. És d'ascendència italiana, neerlandesa i una mica americana i porto-riquenya. Centineo ha crescut amb la seva família a Boynton Beach, Florida.
Durant la seva joventud va estudiar a la School Districte of Palm Beach County i més endavant al liceu públic Boca Raton Community High School, on va jugar sobretot al futbol americà. A l'edat de setze anys, al 2012, deixa l'escola i s'instal·lar a Los Angeles per seguir la seva carrera d'actor.
La cicatriu que té a la barbeta és deguda a un gos que el va atacar quan tenia 6 anys.

### 2009-2014 : Els seus inicis amb Disney i a la televisió
Noah ha fet els seus inicis d'actor com a Josh Peters al telefilm The Gold Retrievers l'any 2009. Entre 2011 i 2013, va interpretar Dallas en tres episodis de la sèrie de televisió Austin i Ally L'any següent va interpretar al mateix temps en un episodi de les sèries de televisió, Marvin Marvin i Shake It Up.
L'any 2014, obté el seu primer paper important al film Disney Channel, How to build a better boy, on interpreta el paper de Jaden Stark. Al mateix any, va sortir a la comèdia pilot de Disney Channel Growing Up and Down.

### Des de 2015 : Revelació televisiva i exitosa al cinema.
A l'agost 2015, és anunciat que participa en la sèrie de televisió d'èxit The Fosters Substitueix l'actor Jake T. Austin, després la seva sortida de la sèrie, en el paper de Jesus Adams Foster. La sèrie va ser difosa entre el 3 de juny del 2013 i el 6 de juny del 2018 a ABC Family / Freeform. Per a aquest paper, serà nominat a la categoria "Millor actor en una sèrie de l'estiu" durant la 19a cerimònia de les Teen Choice Awards.
L'any 2017, Centineo participa en la sèrie de televisió T@gged amb Lulu Antariksa, Lia Marie Johnson i Katelyn Nacon. El mateix any, interpreta el paper de Johnny Sander Jr. a la pel·lícula SPF-18 i després el paper de Jake Roberts a Can't Take It Back, realitzat per Tim Shechmeister. Fa igualment una aparició al clip vídeo de la música d'èxit Havana de la cantant Camila Cabello.
L'any 2018, és el protagonista de dos pel·lícules originals de Netflix. A l'agost, interpreta el paper de Peter Kavinsky dins la comèdia romàntica To All The Boys I've Loved Before al costat de Lana Còndor i al setembre a la pel·lícula Sierra Burgess Is ha Loser al costat de Shannon Purser i Kristine Froseth.
Al març 2018, participa all càsting de la comèdia romàntica The Estand-In, al costat de Camila Mendes i Laura Marano, que sortirà cap al 2019,.
El 2 d'octubre del 2018, ha estat anunciat per la revista "Variety" que participa en el càsting de Charlie's Angels, ficció de la sèrie de culte dels anys 1980 de "Els Àngels de Charlie" que serà realitzada i co-escrita per Elizabeth Banks. Serà al costat de Sam Claflin, Kristen Stewart, i Patrick Stewart,.

## Filmografia

### Cinema

#### Llargmetratges
- 2011 : Turkles de Frank Eberling : David
- 2014 : Abraham & Sarah, the Film Musical de Cathy Ellis : Ishmael jove
- 2014 : Another Assembly de Rondell Sheridan : Gabe
- 2017 : SPF-18 d'Alex Israel : Johnny Sanders Jr.
- 2017 : Can't Take It Back de Tim Shechmeister : Jake Roberts
- 2018 : To All the Boys I've Loved Before de Susan Johnson : Peter Kavinsky
- 2018 : Sierra Burgess is a Loser de Ian Samuels : Jamey

Pròximament
- 2018 : Swiped d'Ann Deborah Fishman : Lance Black
- 2019 : The Estand-In de Chris Nelson : Brooks Rattigan
- 2019 : Charlie's Angels d'Elizabeth Banks

### Televisió

#### Sèries de televisió
- 2011-2012 : Austin i Ally : Dallas (3 episodis)
- 2013 : Marvin Marvin : Blaine Hotman (1 episodi)
- 2013 : Shake It Up : Monroe (1 episodi)
- 2013 : #TheAssignment : Ben / Noah / George / Cameron (4 episodis)
- 2014 : Newsreaders : Josh (1 episodi)
- 2014 : Jessie : Rick Larkin (1 episodi)
- 2015-2018 : The Fosters: Jesus Adams-Foster (53 episodis)
- 2017 : T@gged : Hawk (9 episodis)

Pròximament
- 2019 : Good Trouble : Jesus Adams-Foster (2 episodis)[20]

#### Telefilms
- 2009 : The Gold Retrievers: Josh Peters
- 2014 : Growing Up and Down de Steve Leff : Ben
- 2014 : How to Build a Better Boy de Paul Hoen : Jaden Stark

### Videoclip
- 2017 : Havana de Camila Cabello feat. Young Thug[21]

## Premis
L'any 2017 va ser nominat com a Millor actor en una sèrie de l'estiu amb la sèrie The Fosters a la 19a cerimonia dels Teen Choice Award.